# Olivia Wigzell
Selma Olivia Jacobson Wigzell, född Wigzell 11 januari 1964 i Bromma församling i Stockholm, är en svensk ämbetsman och före detta socialdemokratisk politiker. Hon var generaldirektör för Socialstyrelsen 2015–2024 och är sedan 2024 generaldirektör vid Folkhälsomyndigheten.

## Biografi
Wigzell har avlagt en fil. kand. vid Stockholms och Uppsala universitet.
Åren 1988–1991 arbetade Wigzell som borgarrådssekreterare och 1991 som politiskt sakkunnig vid Utrikesdepartementet under biståndsminister Lena Hjelm-Wallén. Hon var landstingsråd i Stockholms läns landsting 1994–1998 och därefter oppositionsborgarråd i Stockholm 1998–2000.
Efter att Wigzell lämnade politiken arbetade hon en tid på Vårdförbundet, och därefter som sekreterare i Ansvarskommitten. Den 1 april 2007 tillträdde hon en befattning som enhetschef vid Socialstyrelsen, en post som hon innehade till april 2008 då hon blev chef för Socialdepartementets hälso- och sjukvårdsenhet. Wigzell utnämndes 2011 till ordförande för Europeiska unionens expertgrupp för Health system performance assessment.
År 2014 tillträdde Wigzell befattningen som generaldirektör för Statens beredning för medicinsk utvärdering, vilken hon innehade till och med oktober 2015 då  hon istället tillträdde posten som generaldirektör för Socialstyrelsen. Förordnandet som generaldirektör löpte ut 2024. Under perioden 2015–2018 var Wigzell Sveriges representant i Världshälsoorganisationens styrelse, och sedan 2016 är hon ordförande för OECD:s hälsokommitté.
Regeringen utsåg den 3 oktober 2024 Olivia Wigzell till generaldirektör för Folkhälsomyndigheten. Hon hade då varit myndighetens vikarierande generaldirektör sedan den 15 augusti 2024.
Dagens Medicin rankade henne 2016, 2017 och 2018 som den fjärde mäktigaste personen inom sjukvård i Sverige med motiveringen "[D]et är hennes egenskaper och drivkraft som tar henne till den absoluta toppen av maktlistan. Alla lyssnar på henne, alla inspireras av henne och alla tror att hon kommer att göra Socialstyrelsen till en verklig maktfaktor i svensk sjukvård igen. Receptet är ett lyssnande och idésprutande ledarskap."
Utöver sina uppdrag inom svensk sjukvård sitter Wigzell också i Myndigheten för samhällsskydd och beredskaps insynsråd samt som ordförande i Örebro universitets styrelse.

### Familj
Hon är dotter till Hans och Kerstin Wigzell. Fadern var tidigare rektor på Karolinska Institutet och modern var generaldirektör för Socialstyrelsen.
Wigzell är gift med Niclas Jacobson. Tillsammans med Greger Hatt har hon ett barn samt ytterligare två barn från ett tidigare förhållande.

### Medverkan i media
2016–2017 medverkade Olivia Wigzell i På Spåret tillsammans med Göran Hägglund. Laget åkte ut i gruppspelet.